# 阿雷诺索镇
阿雷诺索镇是西班牙瓦伦西亚自治区卡斯特利翁省的一个市镇。总面积43平方公里，总人口167人（2001年），人口密度4人/平方公里。